# 耶拿 (路易斯安那州)
耶拿（/ˈdʒiːnə/），又譯吉納，是美国路易斯安那州下属城鎮，拉薩爾堂區縣城。根据2010年美国人口普查，该市有3398人，属“城镇”。
耶拿以德国同名異音城市命名，法国皇帝拿破仑一世曾于1806年在德国该城市赢得耶拿會戰。